# کرت توماس
کرت توماس (انگلیسی: Kurt Thomas; زاده ۲۹ مارس ۱۹۵۶ – درگذشته ۵ ژوئن ۲۰۲۰) ژیمناست هنری اهل ایالات متحده آمریکا بود. وی اولین آمریکایی بود که توانست مدال طلای مسابقات جهانی ژیمناستیک هنری ۱۹۷۸ را کسب کند.